# يوسف موسي
يوسف موسي هو لاعب كرة قدم نيجري في مركز الوسط، ولد في 4 سبتمبر 1998 في أكرا في غانا. لعب مع نادي إلفيس.

## وصلات خارجية
- يوسف موسي على موقع قاعدة بيانات كرة القدم.إي يو (الإنجليزية)
- يوسف موسي على موقع ناشيونال فوتبول تيمز (الإنجليزية)
- يوسف موسي على موقع Soccerway.com (الإنجليزية)